# Monolog (film)
Monolog (russisk: Монолог) er en sovjetisk spillefilm fra 1972 af Ilja Averbakh.

## Medvirkende
- Mikhail Gluzskij som Sretenskij
- Margarita Terekhova som Tasja
- Marina Nejolova som Nina
- Stanislav Ljubsjin som Konstantin Kotikov
- Jevgenija Khanajeva som Elsa Ivanovna